# Nawazuddin Siddiqui
Nawazuddin Siddiqui, né en 1974, est un acteur indien.

## Biographie
Après une formation à la National School of Drama, il fait du théâtre de rue puis essaie vainement de percer à la télévision. Il s'installe à Bombay où, pendant plusieurs années, il n'obtient que de très petits rôles jusqu'à ce qu'Anurag Kashyap l'engage dans Black Friday (2007) où sa prestation, bien que courte, est remarquée. Sa carrière progresse lentement avec des rôles modestes mais marquants dans des films appréciés par la critique tels Firaaq, New York ou Peepli Live. Puis, à partir de 2012, il enchaîne une série de films encensés par les médias et qui en font l'un des acteurs fétiches des jeunes réalisateurs de la « nouvelle vague » indienne : Kahaani de Sujoy Ghosh, Gangs of Wasseypur d'Anurag Kashyap, Talaash de Reema Kagti, The Lunchbox de Ritesh Batra...
Nawazuddin Siddiqui a été primé à diverses reprises et plusieurs de ses films ont été projetés au Festival de Cannes : Gangs of Wasseypur et Miss Lovely en 2012 ; The Lunchbox, Monsoon Shootout et Bombay Talkies en 2013.
Le dalaï-lama inspire Nawazuddin Siddiqui et Shenpenn Khymsar pour le projet d'un film Karma: Running To Stand Still (Karma : Courir pour s'arrêter).

## Filmographie partielle

### Au cinéma
- 1999 : Sarfarosh (Martyr) : Criminal (comme Nawazuddin)
- 1999 : Shool : Waiter
- 2000 : Bindiya Mange Bandook
- 2000 : Jungle
- 2000 : Dil Pe Mat Le Yaar!! : Nawaz (non crédité)
- 2003 : The Bypass : premier bandit (comme Nawazuddin)
- 2003 : Mudda: The Issue (The Issue)
- 2003 : Munna Bhai M.B.B.S. : le pick pocket (non crédité)
- 2004 : Black Friday : Asgar Mukadam (comme Nawazuddin)
- 2005 : Elephant Boy : Beggar Master (comme Nawaz Uddin)
- 2006 : Adharm
- 2006 : Family: Ties of Blood (comme Novaz)
- 2007 : Salt N Pepper
- 2007 : Recycle Mind
- 2007 : Ek Chalis Ki Last Local : le frère de Ponnappa (comme Nowaz)
- 2007 : Manorama Six Feet Under
- 2007 : Aaja Nachle
- 2008 : Safar
- 2008 : Black and White
- 2008 : Summer 2007 Kahaani'
- 2008 : Firaaq : Hanif (comme Nowaz)
- 2009 : Dev.D : Patna Ke Presley (comme Nawazuddin)
- 2009 : New York : Zilgai (comme Nawazuddin)
- 2010 : OP Stop Smelling Your Socks
- 2011 : Mehfuz (Safe) : The Man
- 2011 : Patang : Chakku (comme Nawazuddin)
- 2011 : Dekh Indian Circus (Watch Indian Circus) (comme Nawazuddin)
- 2012 : Paan Singh Tomar : Gopi Jadav
- 2012 :  (Story) : Mr Khan
- 2012 : Gangs of Wasseypur (G.O.W.) :  Faizal Khan
- 2012 : Miss Lovely : Sonu Duggal
- 2012 : The Owner (CollabFeature's 'The Owner') : Sopan
- 2012 : Chittagong : Nirmal Sen
- 2012 : Talaash (Talaash: The Answer Lies Within) : Tehmur
- 2013 : The Lunchbox
- 2013 : Gang of Gardulle
- 2013 : Chausar
- 2013 : Aatma
- 2013 : Bombay Talkies : Purandar
- 2013 : Monsoon Shootout (Mousson rouge) : Shiva
- 2013 : Dabba (The Lunchbox) :  Shaikh
- 2013 : Meridian Lines : Rani
- 2013 : Shorts
- 2013 : Sniffer
- 2014 : Manjhi the Mountain Man : Dashrath Manjhi
- 2014 : Liar's Dice : Nawazuddin
- 2014 : Kick : Shiv Gajra
- 2015 : Badlapur :  Liak
- 2015 : Haraamkhor :  Shyam
- 2015 : Lateef : Lateef
- 2015 : Ghoomketu : Ghoomketu
- 2015 : Bajrangi Bhaijaan
- 2015 : The Music Teacher : Beni
- 2015 : Black Currency
- 2016 : Lion : Rama
- 2016 : Raman Raghav 2.0 d'Anurag Kashyap
- 2017 : Raees (en post-production) : ACP Ghulam Patel
- 2017 : The Music Teacher (en pré-production) : Beni
- 2017 : Mom (en production) : caméo
- No Land's Man (en pré-production)
- Black Currency (en pré-production)
- Ghoomketu (en post-production) : Ghoomketu

- 2018 : Manto de Nandita Das
- 2019 : Le Photographe de Ritesh Batra : Rafi, le photographe de rue

### À la télévision
- 2017 : Le Seigneur de Bombay : Ganesh Gaitonde